# Uniwersytet Bukareszteński
Uniwersytet Bukareszteński (rum. Universitatea din București) – największy i jeden z najstarszych uniwersytetów w Rumunii, mieszczący się w Bukareszcie.

## Historia
Tradycje uniwersytetu sięgają Książęcej Akademii św. Sawy, założonej w 1694 przez księcia Wołoszczyzny Constantina Brâncoveanu.
Budowę drugiego rumuńskiego uniwersytetu (po Jassach) rozpoczęto w 1857 według projektu Alexandru Orăscu. 4 (16) lipca 1864 dekretem 765 książę Aleksander Jan Cuza połączył działające dotąd oddzielnie szkoły prawa, nauk ścisłych i literatury w jedną uczelnię, która przyjęła nazwę Uniwersytetu Bukareszteńskiego (Universitatea din București) W 1869 powstał wydział medyczny, w 1884 wydział teologiczny, zaś w okresie międzywojennym wydziały: weterynarii i farmacji.

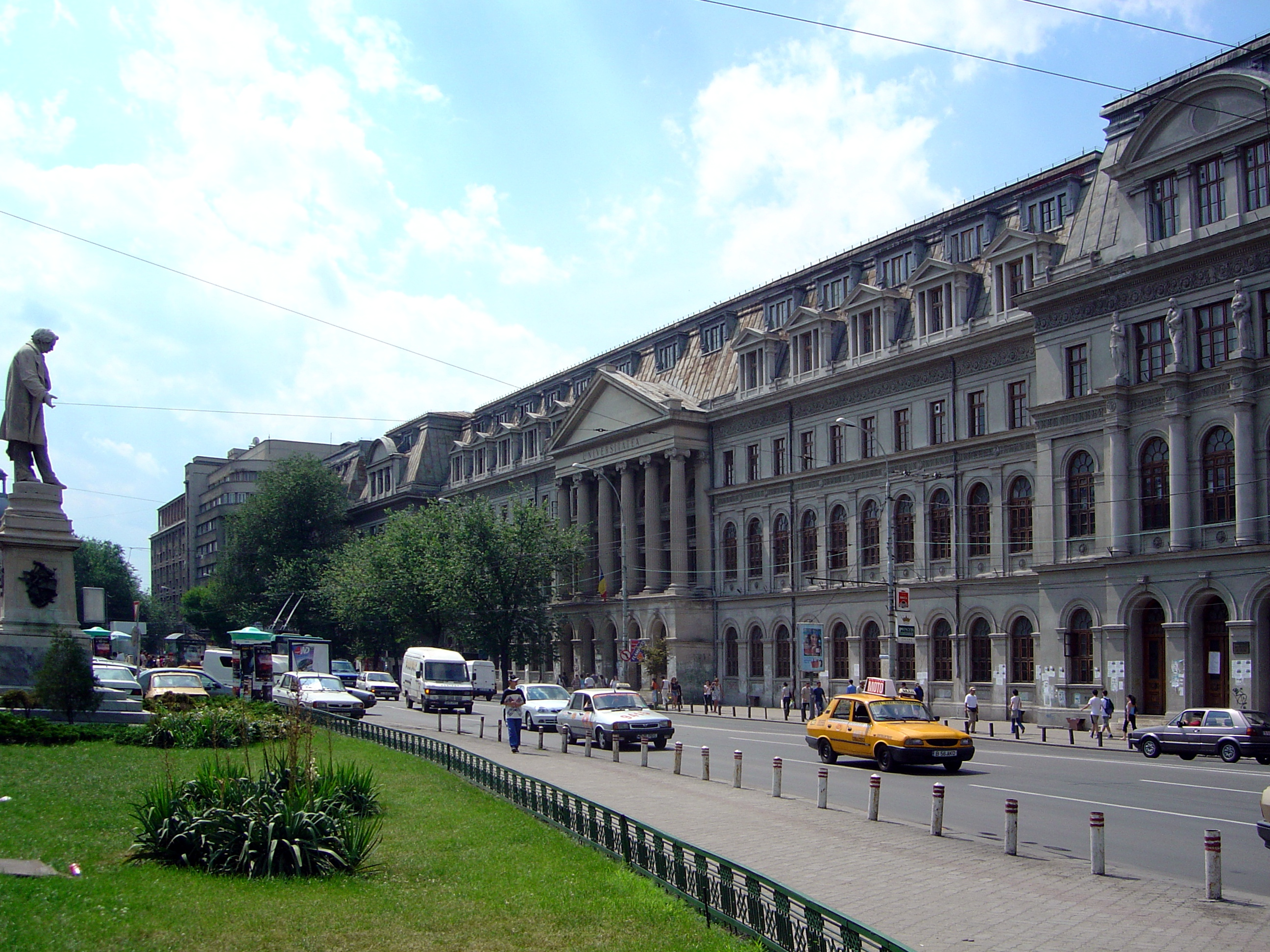
Główny budynek uniwersytetu

W 1989 uniwersytet składał się z sześciu wydziałów, na których studiowało 8000 studentów. Gwałtowny rozwój uczelni nastąpił w latach 90. XX w. W 2014 w skład uczelni wchodziło 19 wydziałów. Liczba studentów przekracza 30 000, co czyni z tej uczelni największą w Rumunii. Od 2011 rektorem uczelni jest filozof, prof. Mircea Dumitru.

## Struktura
1. Wydział Matematyczno-Informatyczny
2. Wydział Fizyki
3. Wydział Chemii
4. Wydział Biologii
5. Wydział Prawa
6. Wydział Geografii
7. Wydział Filozoficzny
8. Wydział Geologii i Geofizyki
9. Wydział Dziennikarstwa i Komunikacji Społecznej
10. Wydział Języków Obcych
11. Wydział Nauk Politycznych
12. Wydział Filologiczny
13. Wydział Socjologii
14. Wydział Historyczny
15. Wydział Psychologii i Pedagogiki
16. Wydział Teologii Baptystycznej
17. Wydział Teologii Prawosławnej
18. Wydział Teologii Katolickiej
19. Wydział Ekonomii i Administracji

## Współpraca międzynarodowa
Uniwersytet w Bukareszcie współpracuje z 50 uniwersytetami w 40 krajach, w tym z Uniwersytetem Warszawskim. Uczelnia uczestniczy w programach ERASMUS, Lingua, Naric, Leonardo da Vinci, UNICA, AMOS, TEMPUS i TEMPRA.

## Doktorzyhonoris causa
- Gianni Buquicchio (2013)[1]
- François Terré (2013)[2]
- Angela Gheorghiu (2017)[3]